# Francisco Acuña
Francisco Javier Acuña Víctor (ur. 19 stycznia 1988 w Hermosillo) – meksykański piłkarz występujący na pozycji prawego skrzydłowego.

## Kariera klubowa
Acuña pochodzi z miasta Hermosillo w stanie Sonora i karierę piłkarską rozpoczynał jako szesnastolatek w tamtejszym nowo założonym, czwartoligowym zespole Búhos de Hermosillo. Mimo młodego wieku od razu został wyróżniającym się graczem drużyny i już po roku obfitującym w sukcesy na szczeblu regionalnym przeszedł do występującego w najwyższej klasie rozgrywkowej klubu Tigres UANL z siedzibą w Monterrey. Po trzech latach pobytu w akademii juniorskiej i występów w drugoligowych i trzecioligowych rezerwach, w wieku dwudziestu lat został włączony przez szkoleniowca Manuela Lapuente do pierwszej drużyny. W meksykańskiej Primera División zadebiutował 5 sierpnia 2008 w przegranym 1:3 spotkaniu z Cruz Azul, zaś premierowego gola w najwyższej klasie rozgrywkowej strzelił już w kolejnym występie, 18 października tego samego roku w wygranych 4:1 derbach miasta z Monterrey. W 2009 roku triumfował z Tigres w rozgrywkach SuperLigi, natomiast w jesiennym sezonie Apertura 2011 zdobył z ekipą prowadzoną przez Ricardo Ferrettiego tytuł mistrza Meksyku. Z wyjątkiem jesieni 2010 przez cały pobyt w Tigres pełnił jednak rolę rezerwowego.
Wiosną 2013 Acuña został wypożyczony do niżej notowanego zespołu San Luis FC z miasta San Luis Potosí, gdzie spędził pół roku jako rezerwowy, po czym klub został rozwiązany. Bezpośrednio po tym udał się na wypożyczenie po raz kolejny, do drużyny Atlante FC z siedzibą w Cancún, którego barwy również reprezentował przez sześć miesięcy, jednak ani razu nie pojawił się na boisku, będąc głębokim rezerwowym. W styczniu 2014, również na zasadzie półrocznego wypożyczenia, zasilił ekipę Monarcas Morelia, gdzie ponownie nie potrafił sobie wywalczyć miejsce w wyjściowym składzie, po czym został wypożyczony do zespołu Puebla FC. W sezonie Apertura 2014 dotarł z nim do finału krajowego pucharu – Copa MX.
| Sezon     | Klub             | Kraj   | Rozgrywki | Mecze | Bramki |
| --------- | ---------------- | ------ | --------- | ----- | ------ |
| 2008/2009 | Tigres UANL      | Meksyk | Liga MX   | 10    | 1      |
| 2009/2010 | Tigres UANL      | Meksyk | Liga MX   | 10    | 2      |
| 2010/2011 | Tigres UANL      | Meksyk | Liga MX   | 28    | 4      |
| 2011/2012 | Tigres UANL      | Meksyk | Liga MX   | 8     | 0      |
| 2012/2013 | Tigres UANL      | Meksyk | Liga MX   | 2     | 0      |
| 2012/2013 | San Luis FC      | Meksyk | Liga MX   | 10    | 0      |
| 2013/2014 | Atlante FC       | Meksyk | Liga MX   | 0     | 0      |
| 2013/2014 | Monarcas Morelia | Meksyk | Liga MX   | 2     | 0      |
| 2014/2015 | Puebla FC        | Meksyk | Liga MX   |       |        |